# 圣雷米 (卡尔瓦多斯省)
圣雷米（法語：Saint-Rémy，法語發音：[sɛ̃ ʁemi] ⓘ）是法国卡尔瓦多斯省的一个市镇，位于该省南部，属于卡昂区。

## 地理
圣雷米（48°56'24"N, 0°30'12"W）面积7.52 平方千米，位于法国诺曼底大区卡爾瓦多斯省，该省份为法国西北部沿海省份，北濒大西洋英吉利海峡，东北与滨海塞纳省以海上边界相接，东临厄尔省，南至奧恩省，西与芒什省接壤。
与圣雷米接壤的市镇（或旧市镇、城区）包括：克莱西、屈莱勒帕特里、圣朗贝尔、圣奥梅尔、勒韦、孔布赖、蒂里阿库尔勒奥姆。

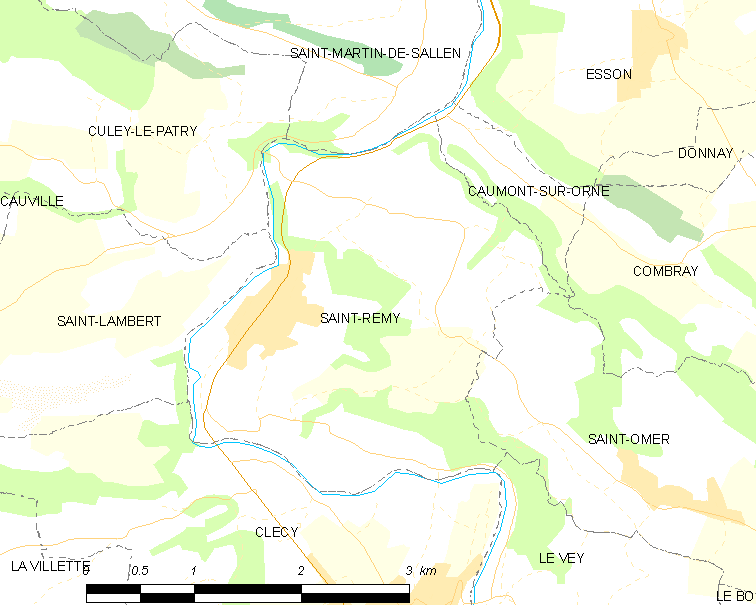
的OSM定位图

圣雷米的时区为UTC+01:00、UTC+02:00（夏令时）。

## 行政
圣雷米的邮政编码为14570，INSEE市镇编码为14656。

## 政治
圣雷米所属的省级选区为勒奥姆县。

## 人口

1962-2008年间人口变化图示

圣雷米于2022年1月1日时的人口数量为982人。